# Fran Escribá
Fran Escribá, właśc. Francisco Escribá Segura (ur. 3 maja 1965 w Walencji) – hiszpański piłkarz, trener piłkarski.
Przed rozpoczęciem kariery szkoleniowej grał w młodzieżowych drużynach Valencia CF (od 1977 do 1984 roku; nigdy nie zadebiutował w pierwszej drużynie), a także trzecio- i czwartoligowych ekipach Andorra CF, Catarroja CF, CF Nules, Ciutat de Torrent CF, CD Eldense, Novelda CF, Villena CF oraz Pinoso CF.
Przed ukończeniem kursów trenerskich w 2001 roku został zatrudniony w amatorskim CD Buñol. W 2002 roku powrócił do Nietoperzy z Estadio Mestalla – był koordynatorem pionu juniorskiego w tym klubie. Od 2004 do 2011 roku był nierozerwalnie związany z Quique Sánchezem Floresem. Pracował jako jego asystent w Getafe CF, Valencii, Benfice Lizbona oraz Atlético Madryt. Gdy jego mentor podjął pracę w pochodzącym ze Zjednoczonych Emiratów Arabskich Al-Ahli Dubaj Escribá zdecydował się na pozostanie w Hiszpanii.
W 2012 roku skorzystał z propozycji drugoligowego podówczas Elche CF. Już w pierwszym sezonie (2012/2013) pobytu na Estadio Manuel Martínez Valero jego podopieczni byli najlepszym zespołem w lidze (zdobyli 82 punkty w 42 spotkaniach; wyprzedzili m.in. Villarreal CF oraz UD Almería) i wywalczyli awans do La Liga. Fran Escribá został uhonorowany trofeum imienia Miguela Muñoza dla najlepszego trenera zaplecza ekstraklasy.
Jego debiut w Primera División nie był okazały – prowadzony przez Escribę zespół uległ 0–3 Rayo Vallecano (dwie bramki dla stołecznej drużyny zdobył Alberto Bueno, jedną – Alberto Perea). Elche ostatecznie zdobyło 40 punktów i uplasowało się na 16. miejscu w klasyfikacji sezonu 2013/2014. Los Ilicitanos stać było m.in. na remisy z Barceloną i Sevillą, dwa podziały punktów w spotkaniach z Athletikiem Bilbao, a także zwycięstwo nad Valencią.
11 kwietnia 2016 został zwolniony z funkcji trenera piłkarzy Getafe CF.
11 sierpnia 2016 roku został trenerem Villarreal CF. W sezonie 2016/17 zajął z Villarrealem 5. miejsce w Primera División. 25 września 2017 roku został zwolniony z tej funkcji z powodu słabego początku sezonu 2017/18.
W marcu 2019 roku został szkoleniowcem Celty Vigo.